# Dallas M. Fitzgerald
Dallas M. Fitzgerald (La Grange, 13 agosto 1876 – Hollywood, 8 maggio 1940) è stato un regista, sceneggiatore e produttore cinematografico statunitense dell'epoca del muto.

## Filmografia

### Regista
- The Open Door (1919)
- Chains of Evidence (1920)
- The Price of Redemption  (1920)
- Blackmail (1920)
- Cinderella's Twin (1920)
- The Off-Shore Pirate (1921)
- Puppets of Fate (1921)
- Life's Darn Funny  (1921)
- Big Game (1921)
- The Match-Breaker (1921)
- The Infamous Miss Revell (1921)
- Playing with Fire (1921)
- The Guttersnipe (1922)
- Her Accidental Husband (1923)
- After the Ball (1924)
- Passionate Youth (1925)
- Tessie (1924)
- My Lady of Whims (1925)
- The Princess on Broadway (1927)
- Woman's Law (1927)
- The Rose of Kildare (1927)
- Out of the Past (1927)
- Web of Fate (1927)
- Wilful Youth (1927)
- Golden Shackles (1928)
- The Girl He Didn't Buy (1928)
- The Look Out Girl (1928)
- Jazzland (1928)
- Mazie (1933)

### Produttore
- My Lady of Whims, regia di Dallas M. Fitzgerald (1925)
- Woman's Law, regia di Dallas M. Fitzgerald (1927)
- Out of the Past, regia di Dallas M. Fitzgerald (1927)
- Web of Fate, regia di Dallas M. Fitzgerald (1927)
- Wilful Youth, regia di Dallas M. Fitzgerald (1927)
- Golden Shackles, regia di Dallas M. Fitzgerald (1928)
- The Girl He Didn't Buy, regia di Dallas M. Fitzgerald (1928)
- Mazie, regia di Dallas M. Fitzgerald (1933)